# Édouard Valéry
Édouard Valéry (geboren am 29. Februar 1924 in La Coquille (Dordogne); gestorben am 15. September 2010 in Sarlat-la-Canéda) war ein französischer Widerstandskämpfer der Résistance.

## Biografie
Sein Bruder Henri war ebenfalls im Widerstand. Zu Beginn der deutschen Besatzung beteiligte sich Édouard Valéry an Untergrundaktivitäten, aber auch an Aktivitäten der von Edmond Michelet ins Leben gerufenen Widerstandsbewegung. Er und sein Bruder wurden verhaftet, als sie die Untergrundzeitung Combat verteilten.
Sein Bruder Henri, der in den Verbindungen und der Unterstützung für die Logistik des Maquis in der südlichen Zone glänzte, konnte der Gestapo aus Lyon und seinem Führer Klaus Barbie, der Jean Moulin verhaftet hatte, entkommen. Nach der Befreiung kehrte er nach Corrèze zurück.
Er heiratete 1945 in Périgueux Solange Sanfourche, die als Schreibsekretärin und Verbindungsoffizier unter dem Kampfnamen Marie-Claude im Widerstand aktiv war.